# Albin Enders

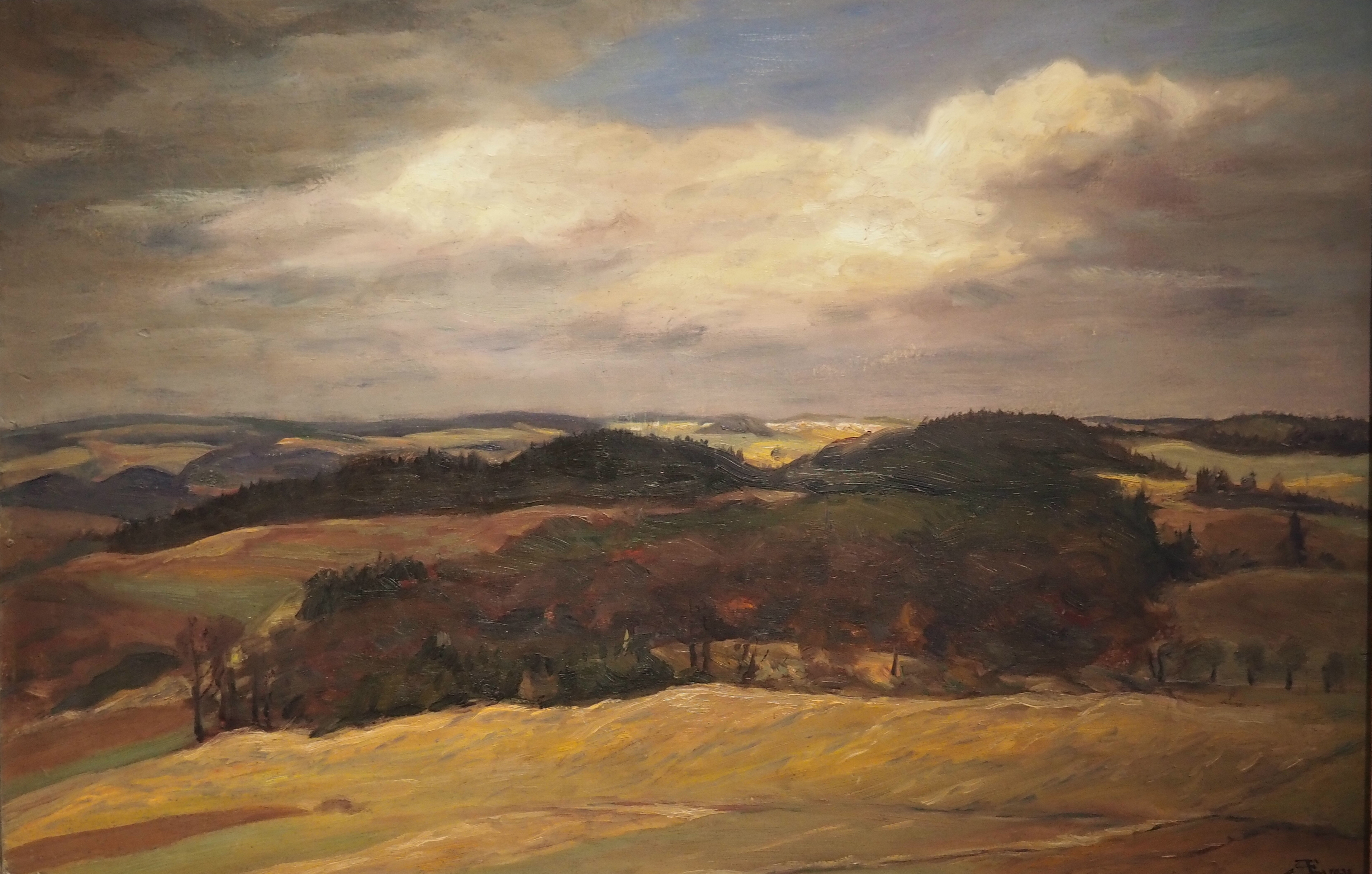
Vogtländische Märzlandschaft (1935)

Albin Enders (* 11. Juli 1869 in Meßbach; † 8. November 1946 in Weischlitz) war ein deutscher Maler und Zeichner.

## Leben und Werk
Albin Enders wurde als siebtes Kind einer vogtländischen Bauernfamilie geboren. Früh erlebte seine künstlerischen Begabung Förderung durch seinen Lehrer Louis Riedel (1847–1919). Von 1884 bis 1889 absolvierte Enders die Kunstgewerbliche Fachzeichenschule in Plauen. Nach zweijährigem Militärdienst in Dresden nahm er 1893 zunächst eine Anstellung im Berliner Druck- und Verlagshaus W. Hagelberg AG als Zeichner von chromolithographischen Karten an, bevor er sich zwei Jahre später zur freiberuflichen Tätigkeit entschied. Zusammen mit Albin Schlehahn (1870–1939) unternahm er regelmäßige Stippvisiten und Wanderungen durch deutsche Landschaften wie den Schwarzwald oder die Fränkische Schweiz. Unterstützung erhielt er von Richard Hofmann (1852–1904), dem Direktor seiner einstigen Ausbildungsstätte, die inzwischen zur Königlichen Industrieschule zu Plauen/Vogtland aufgewertet worden war. Der Kunstmäzen Robert Wirth (1846–1922) vermittelte ihn schließlich an Gustav Schönleber, den damaligen Professor an der Kunstakademie in Karlsruhe. Wie auch einige Professoren, wechselte Albin Enders 1899 an die Stuttgarter Akademie und wurde Schüler von Carlos Grethe. Nach seinem Studium kehrte Enders in seinen Heimatort Weischlitz zurück und wirkte dort bis zu seinem Tod als freischaffender Landschaftsmaler. Er heiratete 1922 die 1874 in Zittau geborene Dichterin Anna Dix.
Der Kunstkritiker Joseph August Beringer aus Mannheim charakterisierte das Werk des Künstlers gegenüber seiner Ehefrau einmal so: „Ich möchte die Kunst Albin Enders', Ihres Gatten, einen sehr starken, koloristischen ursprünglichen Impressionismus nennen, wobei die formauflösende Tendenz des Impressionismus zugunsten einer großräumigen und gewiß formstrengen malerischen Ausdrucksformen vermieden ist. Enders steht fest auf dem uralten Kunstgesetzboden, dass Malen Gestalten (in Raum, Form und Farbe) ist.“
Ein repräsentativer Teil des Werks von Albin Enders befindet sich in den Sammlungen des Vogtlandmuseums Plauen.